# 湘南ペンション通り
『湘南ペンション通り』（しょうなんペンションどおり）は、1991年5月27日 - 7月19日にTBS「花王 愛の劇場」枠にて放送されていた日本の連続テレビドラマ。全40話。

## キャスト
- 沢田亜矢子
- 峰岸徹
- 浅利香津代
- 山村美智子（現・山村美智）
- 日高哲也
- 井ノ原快彦
- 東恵美子
- 山内明
- 小松政夫
- 倉石功
- 高畑淳子
- 水原ゆう紀
- 中原丈雄
- 篠塚勝
- 角田英介

## スタッフ
- 脚本 - 鹿水晶子
- 音楽 - 栗山和樹
- 製作 - テレパック、TBS

## 主題歌
- 「Beginning」

作詞・作曲：小室みつこ/編曲：京田誠一/歌：小室みつこ